# Josephine Wiggs
Josephine Wiggs (26 février 1965 à Letchworth Garden City) est une bassiste anglaise, connue pour avoir fait partie du groupe The Breeders.

## Biographie

### Vie privée
Josephine Wiggs est ouvertement lesbienne.

## Discographie
- 1988 : Asylum Road (album), Perfect Disaster, Fire Records
- 1989 : Up (album), Perfect Disaster, Fire Records
- 1990 : Heaven Scent (album), Perfect Disaster, Fire Records
- 1990 : Pod (album), The Breeders, 4AD
- 1992 : Safari (EP), The Breeders, 4AD
- 1992 : Nude Nudes (album), Honey Tongue, Playtime Records
- 1993 : Last Splash (album), The Breeders, 4AD
- 1995 : Kim's We Love (7" vinyl), Ladies Who Lunch, Grand Royal
- 1996 : Everybody's Happy Nowadays (7" vinyl), Ladies Who Lunch, Grand Royal
- 1996 : Bonbon Lifestyle (album), The Josephine Wiggs Experience, Grand Royal
- 2000 : Dusty Trails (album), Dusty Trails, Atlantic Records
- 2019 : We Fall (1er album solo), Josephine Wiggs, The Sound of Sinners